# Шёнвальд-им-Шварцвальд
Шёнвальд (нем. Schönwald im Schwarzwald) — община в Германии, в земле Баден-Вюртемберг.
Подчиняется административному округу Филлинген-Швеннинген. Входит в состав района Шварцвальд-Бар. Население составляет 2389 человек (на 31 декабря 2010 года). Занимает площадь 27,81 км².